# Von (album)
Az 1997-es Von (Remény) az izlandi Sigur Rós első, debütáló nagylemeze.
Az album elkészítése sokáig tartott, és a végeredmény jelentősen különbözött az eredeti felvételektől. Egy ponton a zenekar úgy döntött, hogy a felvételeket törlik, de végül nem tették, mert túl hosszú lett volna a folyamat. A hosszú felvételi időért cserébe az együttes kifestette a stúdiótermet.
Az albumot eredetileg Izlandon adták ki, és pozitív kritikai fogadtatásra talált, külföldön azonban szinte nem is ismerték. A kiadást követő első évben csak 313 példányt értékesítettek Izlandon. A zenekar későbbi albumainak (Ágætis byrjun, ( )) nemzetközi sikerét követően 2004 szeptemberében kiadták a Vont az Egyesült Királyságban, egy hónappal később pedig az Amerikai Egyesült Államokban. 2005 decemberében a Von platinalemez lett Izlandon.
Az album hatodik dala, a 18 sekúndur fyrir sólarupprás (Tizennyolc másodperc napfelkelte előtt) 18 másodperc néma csöndből áll. Az utolsó dal hat perc és tizenöt másodpercnyi csenddel kezdődik, majd a Myrkur című dal egy részlete hallható visszafelé játszva. Így kapta a Rukrym nevet a dal, mely a Myrkur fordított olvasata.
Az album borítóján Jónsi Birgisson, az együttes énekesének lánytestvére látható, kisbabaként.

## Az album dalai
| Sorszám | Dal címe                           | Magyar fordítás                            | Dal hossza |
| ------- | ---------------------------------- | ------------------------------------------ | ---------- |
| 1.      | Sigur Rós                          | Rózsa győzelme                             | 9:46       |
| 2.      | Dögun                              | Hajnal                                     | 5:50       |
| 3.      | Hún Jörð                           | Anyaföld                                   | 7:17       |
| 4.      | Leit að lífi                       | Az élet keresése                           | 2:33       |
| 5.      | Myrkur                             | Sötétség                                   | 6:14       |
| 6.      | 18 sekúndur fyrir sólarupprás      | 18 másodperc napfelkelte előtt             | 0:18       |
| 7.      | Hafssól                            | Tenger-nap                                 | 12:24      |
| 8.      | Veröld ný óg óð                    | Új és bolond világ                         | 3:29       |
| 9.      | Von                                | Remény                                     | 5:12       |
| 10.     | Mistur                             | Köd                                        | 2:16       |
| 11.     | Syndir Guðs (Opinberun frelsarans) | Isten bűnei (a Megváltó kinyilatkoztatása) | 7:40       |
| 12.     | Rukrym                             | Géstétös                                   | 8:59       |